# We

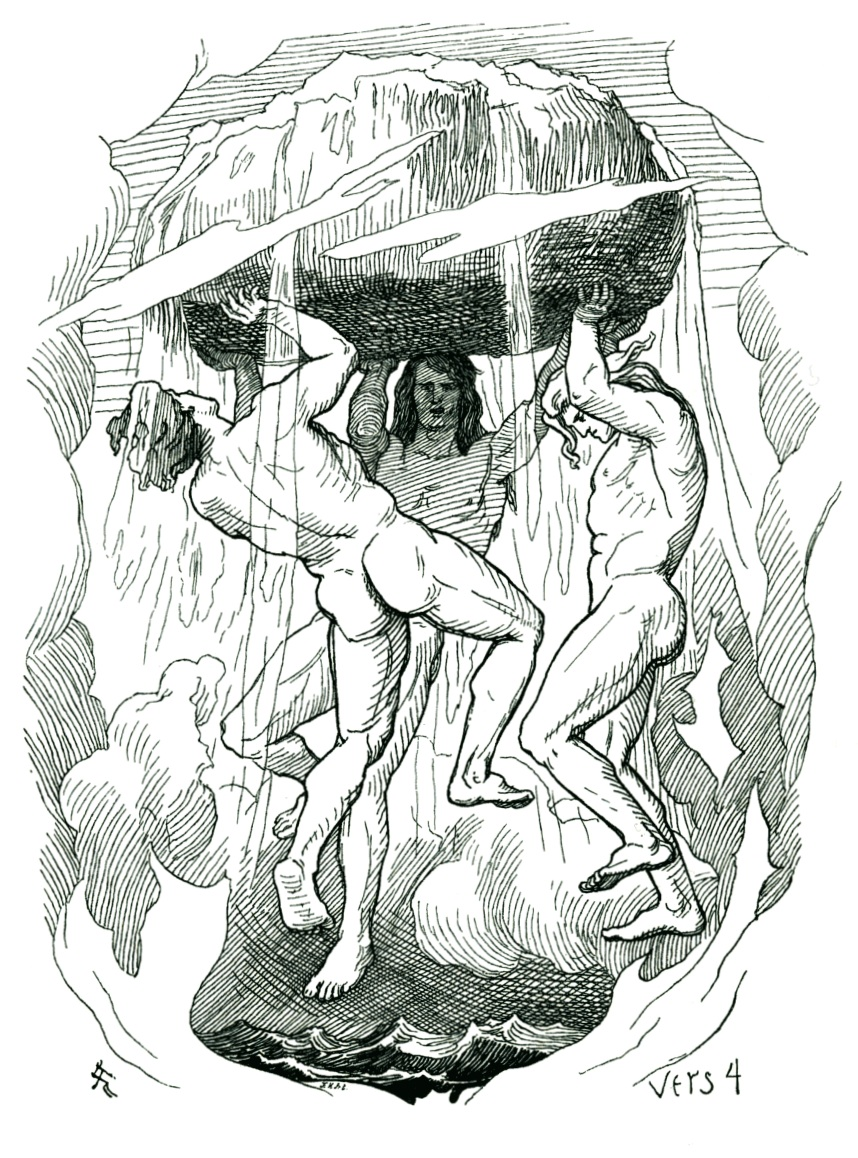
Odyn, Wili i We stwarzają świat z ciała Imira, rys. Lorenz Frølich

We (staronord. ve – „świętość”) – postać z mitologii nordyckiej, syn Borra i Bestli, brat Odyna i Wilego; uczestniczył wraz z braćmi w zniszczeniu rodu olbrzymów na czele z Ymirem.